# 키코 카시야
프란시스코 "키코" 카시야 코르테스(스페인어: Francisco "Kiko" Casilla Cortés 'kiko ka'siʎa[*], 1986년 10월 2일, 카탈루냐 지방 알코베르 ~)는 스페인의 프로 축구 선수로, 헤타페에 소속된 골키퍼이다.
그는 레알 마드리드에서 프로 무대에 처음 발을 들였지만, 리저브팀 경기에만 출전했었다. 그는 이후 에스파뇰 소속으로 라 리가 경기에 6시즌 출전하다가 2015년에 원 소속 구단에 복귀했다.

## 클럽 경력

### 레알 마드리드
카탈루냐 지방 타라고나 주 알코베르 출신인 카시야는 레알 마드리드에서의 두 시즌동안 리저브팀 레알 마드리드 카스티야에서도 그리 많은 출전 기회를 보장받지 못했다. 2005-06 시즌, 그는 C팀에서 올라와 세군다 디비시온에서 뛰었지만, 조르디 코디나와 다비드 코베뇨에 밀린 3번째 골키퍼에 불과했다.
불과 4번의 출전에 그친 뒤, 카시야는 주전 선수 코베뇨가 떠난 것으로 더 많은 출전 기회를 보장 받을 것으로 전망되었다. 그러나, 코디나가 선발 자리를 가져갔고, 같이 유소년팀을 졸업한 안토니오 아단이 후보 골키퍼였고, 카시야는 시즌 마지막 경기에 나가는데 그쳤고, 설상가상으로 1년이 강등으로 막을 내렸다.

### 에스파뇰

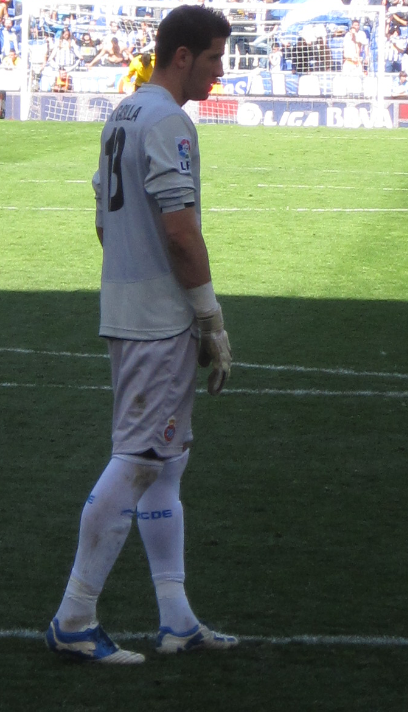
2013년, 에스파뇰의 카시야

2007년 8월, 카시야는 에스파뇰로 자유이적하였다. 2008년 1월 20일, 그는 1-2로 패한 [[레알 바야돌리드 원정 경기에서 라 리가 첫 경기를 치렀는데, 그는 후반 시작 2분만에 이냐키 라푸엔테가 붙박이 주전 수문장이었던 카를로스 카메니가 국가대표팀에 차출된 와중에 부상당하면서 교체로 들어갔다. 같은 달, 아스널은 이 젊은 스페인 선수를 영입하는데 관심을 가졌다.
카메니에 출장 기회를 막히고 크리스티안 알바레스의 영입으로, 카시야는 2008-09 시즌동안 3부 리그의 카디스로 임대되었다. 임대 기간은 안달루시아 지방 연고의 구단이 2부 리그로 승격하면서 1년 더 연장되었고, 그는 그 다음 시즌 대부분 경기에 선발로 나섰지만, 소속 구단은 한 시즌 만에 강등당했다.
카시야는 에스파뇰의 2010-11 시즌 첫 경기에서도 벤치를 지켰지만, 2010년 8월 31일에 또다시 임대되었는데, 이번 행선지는 2부 리그의 카르타헤나였다. 앵무새들 (Pericos) 일원으로 돌아온 후, 그는 알바레스와 주전 지위를 놓고 경쟁했다.
아르헨티나인이 떠나면서, 카시야는 논란의 여지가 없는 주전이 되었다. 2015년 2월 1일, 그는 세비야와의 경기에서 이아고 아스파스의 슛을 페널티 구역 밖에서 손으로 만져 퇴장당했고, 그의 후보 선수인 파우 로페스는 2-3 패배를 막는데 실패했다.

### 레알 마드리드 복귀
2015년 7월 17일, 카시야는 €6M에 5년 계약을 맺고 레알 마드리드로 돌아왔다. 그가 치른 첫 공식 경기는 3-1로 이긴 라스 팔마스와의 10월 31일 경기였다.
카시야는 첫 복귀 시즌에 케일러 나바스의 백업으로 기용되었고, 모든 대회를 통틀어 7경기에 나섰다. 이 중 두 경기는 UEFA 챔피언스리그 조별 리그 경기로, 대회는 소속 구단의 우승으로 끝났다.
2016년 8월 9일, 카시야는 부상당한 나바스를 대신해 같은 스페인 리그 소속의 세비야를 상대로 한 UEFA 슈퍼컵 경기에서 골문을 지켰고, 트론헤임에서 벌어진 이 맞대결은 3-2 승리로 끝났다.

## 국가대표팀 경력

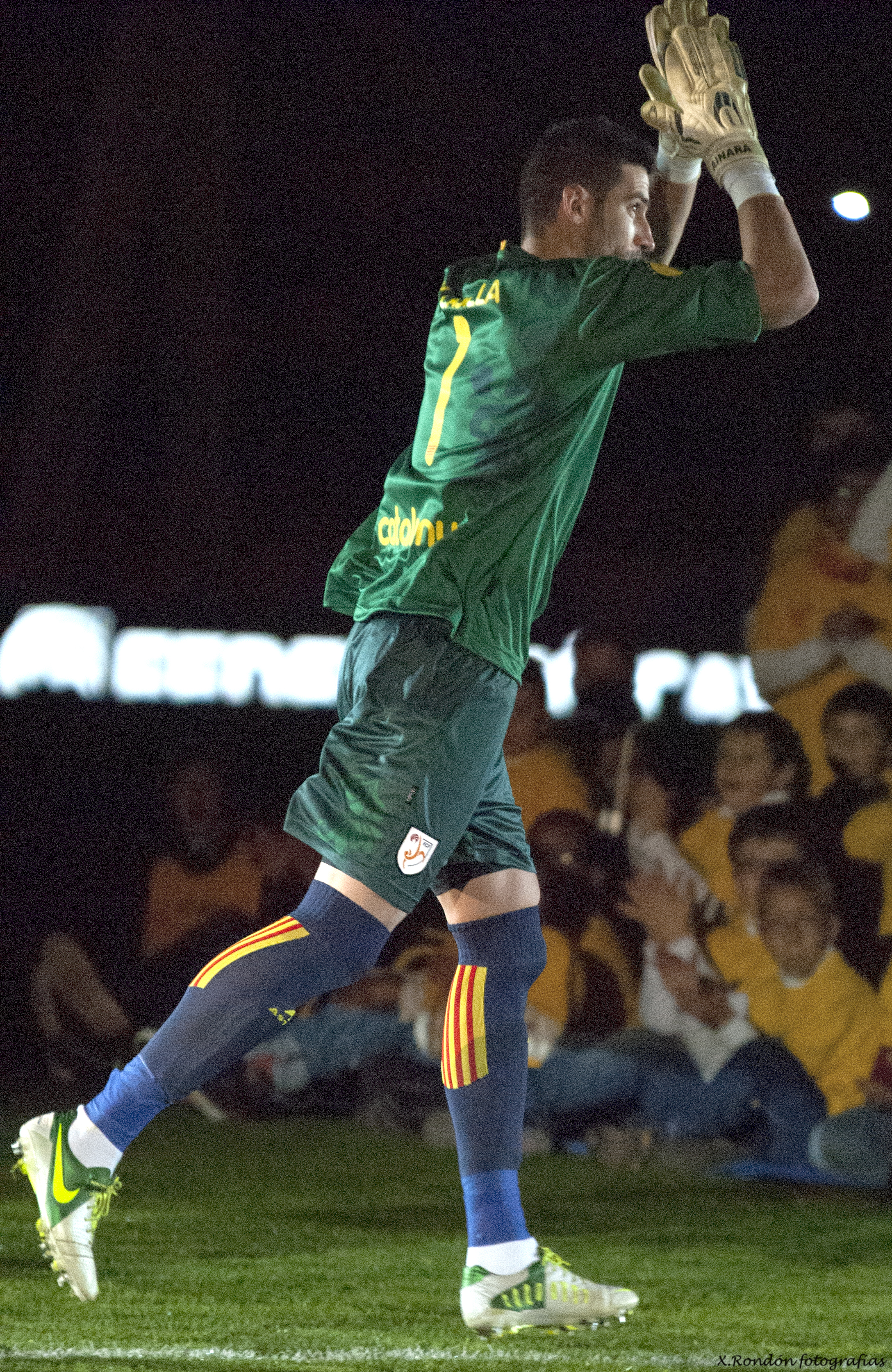
2013년, 카탈루냐 대표로 출전한 카시야

2014년 8월 29일, 카시야는 비센테 델 보스케 스페인 국가대표팀 감독의 부름을 받아 프랑스와 마케도니아와의 9월 평가전에에 차출된 23명 중 한 명이었고, 이케르 카시야스와 다비드 데 헤아에 이어 3번째 골키퍼를 담당했다. 그는 11월 18일, 비고에서 벌어진 독일과의 친선경기에서 전자의 선수와 교체되어 막판 14분간 출전해 첫 국가대표팀 경기를 치렀지만, 토니 크로스에게 1-0 결승골을 실점했다.

## 클럽 통계
2018년 5월 9일 기준
| 클럽            | 시즌      | 리그 | 리그 | 컵1  | 컵1 | 대륙 | 대륙 | 합계 | 합계 |
| 클럽            | 시즌      | 출장 | 골   | 출장 | 골  | 출장 | 골   | 출장 | 골   |
| --------------- | --------- | ---- | ---- | ---- | --- | ---- | ---- | ---- | ---- |
| 레알 마드리드 B | 2005–06   | 4    | 0    | 0    | 0   | 0    | 0    | 4    | 0    |
| 레알 마드리드 B | 2006–07   | 1    | 0    | 0    | 0   | 0    | 0    | 1    | 0    |
| 레알 마드리드 B | 합계      | 5    | 0    | 0    | 0   | 0    | 0    | 5    | 0    |
| 에스파뇰 B      | 2007–08   | 25   | 0    | 0    | 0   | 0    | 0    | 25   | 0    |
| 에스파뇰        | 2007–08   | 4    | 0    | 0    | 0   | 0    | 0    | 4    | 0    |
| 카디스          | 2008–09   | 35   | 0    | 0    | 0   | 0    | 0    | 35   | 0    |
| 카디스          | 2009–10   | 31   | 0    | 0    | 0   | 0    | 0    | 31   | 0    |
| 카디스          | 합계      | 66   | 0    | 0    | 0   | 0    | 0    | 66   | 0    |
| 카르타헤나      | 2010–11   | 35   | 0    | 0    | 0   | 0    | 0    | 35   | 0    |
| 에스파뇰        | 2011–12   | 16   | 0    | 5    | 0   | 0    | 0    | 21   | 0    |
| 에스파뇰        | 2012–13   | 21   | 0    | 2    | 0   | 0    | 0    | 23   | 0    |
| 에스파뇰        | 2013–14   | 37   | 0    | 4    | 0   | 0    | 0    | 41   | 0    |
| 에스파뇰        | 2014–15   | 37   | 0    | 0    | 0   | 0    | 0    | 37   | 0    |
| 에스파뇰        | 합계      | 115  | 0    | 11   | 0   | 0    | 0    | 126  | 0    |
| 레알 마드리드   | 2015–16   | 4    | 0    | 1    | 0   | 2    | 0    | 7    | 0    |
| 레알 마드리드   | 2016–17   | 11   | 0    | 6    | 0   | 2    | 0    | 19   | 0    |
| 레알 마드리드   | 2017–18   | 10   | 0    | 5    | 0   | 2    | 0    | 17   | 0    |
| 레알 마드리드   | 2018–19   | 0    | 0    | 0    | 0   | 0    | 0    | 0    | 0    |
| 레알 마드리드   | 합계      | 25   | 0    | 12   | 0   | 6    | 0    | 43   | 0    |
| 경력 합계       | 경력 합계 | 271  | 0    | 23   | 0   | 6    | 0    | 300  | 0    |

1 UEFA 슈퍼컵 및 FIFA 클럽 월드컵 경기 포함

## 수상
레알 마드리드
- UEFA 챔피언스리그: 2015–16
- UEFA 슈퍼컵: 2016